# 尖嘴纖柱魚
尖嘴纖柱魚（学名：Stemonosudis gracilis）為輻鰭魚綱仙女魚目帆蜥魚亞目魣蜥魚科的一種，分布於全球三大洋熱帶海域，深度約20-500公尺，體長可達9.9公分，棲息在表中層水域，生活習性不明。
其种加词来源于拉丁文“gracilis”，意为“纤细的”。